# Brittney Reese
Brittney Davon Reese (* 9. September 1986 in Inglewood, Kalifornien) ist eine ehemalige US-amerikanische Weitspringerin.

## Sportliche Laufbahn
Bei den Weltmeisterschaften 2007 in Osaka belegte sie den achten Platz, bei den Olympischen Spielen 2008 in Peking den fünften Platz.
Mit einer neuen persönlichen Bestleistung von 7,10 m gewann sie bei den Weltmeisterschaften 2009 in Berlin die Goldmedaille. Kurze Zeit später verbuchte sie beim Leichtathletik-Weltfinale in Thessaloniki mit einem Sprung auf 7,08 m einen weiteren Sieg.
2010 ließ sie bei den Hallenweltmeisterschaften in Doha ihrem Titelgewinn von Berlin eine weitere Goldmedaille folgen. Mit Siegen bei der Athletissima, beim Meeting Areva und beim Weltklasse Zürich gewann sie die Gesamtwertung der IAAF Diamond League. 2011 steigerte sie ihre Bestleistung beim Prefontaine Classic in Eugene auf 7,19 m und verteidigte bei den Weltmeisterschaften in Daegu ihren Titel erfolgreich.
Auch bei den Hallenweltmeisterschaften 2012 in Istanbul gelang ihr die Titelverteidigung. Reese erzielte dabei mit 7,23 m eine herausragende Siegerweite. Nur zwei Frauen, Heike Drechsler und Galina Tschistjakowa, waren in der Halle jemals weiter gesprungen.
Den bisher größten Erfolg ihrer Karriere feierte sie bei den Olympischen Spielen 2012 in London. Mit 7,12 m errang sie dort die Goldmedaille.
Bei den Weltmeisterschaften 2013 in Moskau wurde sie zum dritten Mal in Folge Weltmeisterin.
Bei den Olympischen Spielen 2016 in Rio de Janeiro musste sie sich knapp ihrer US-amerikanischen Teamkollegin Tianna Bartoletta (7,17 m) geschlagen geben und gewann mit 7,15 m die Silbermedaille.
Bei den Olympischen Spielen 2020 in Tokio gewann sie mit einer Weite von 6,97 m erneut die Silbermedaille, diesmal hinter Malaika Mihambo. Nach diesem Erfolg gab sie ihr sportliches Karriereende bekannt.
Brittney Reese hatte bei einer Körpergröße von 1,73 m ein Wettkampfgewicht von 63 kg.

## Bestleistungen
- Weitsprung (Freiluft): 7,31 m (+1,7 m/s), 2. Juli 2016, Eugene
  - Weitsprung (Halle): 7,23 m, 11. März 2012, Istanbul